# Альма (Квебек)
Альма (фр. Alma) — місто у провінції Квебек (Канада) у регіоні Сагне-Ляк-Сен-Жан.

## Назва
Назва міста походить від переможної битви на Альмі, в якій об'єднані сили Британії, Франції та Османської Туреччини завдали відчутної поразки загарбницьким військам російської імперії, призупинивши московську екеспансію на південь.

## Відомі люди
- Маріо Трембле (* 1956) — канадський хокеїст, тренер.